# Liste des châteaux du South Ayrshire
Cette liste recense les principaux châteaux du council area du South Ayrshire en Écosse.

## Liste
| Nom                   | Type           | Date         | Condition | Propriétaire                | Localisation | Notes                                                                              | Image                                    |
| --------------------- | -------------- | ------------ | --------- | --------------------------- | ------------ | ---------------------------------------------------------------------------------- | ---------------------------------------- |
| Auchans               | Maison-tour    | XVIIe siècle | En ruines | Privé                       | Dundonald    | Onetime home to Lady Susanna Montgomerie and visited by Dr Johnson & James Boswell | A view from the South-East of Auchans    |
| Château de Baltersan  |                |              |           |                             |              |                                                                                    |                                          |
| Château de Barr       |                |              |           | Lodge St Peter 331          | Galston      |                                                                                    |                                          |
| Château de Blairquhan |                |              |           |                             |              |                                                                                    |                                          |
| Craigie               | Donjon         | XIIIe siècle | En ruines |                             | Craigie      | One time home of the Wallace family                                                |                                          |
| Crosbie               | Donjon         | XIVe siècle  | En ruines | South Ayrshire Council      | Troon        | Demolished by the Fullarton of Fullarton family and made into an ice house         | ?                                        |
| Château de Culzean    | Historic House |              |           | National Trust for Scotland |              |                                                                                    | Culzean                                  |
| Château de Dundonald  |                |              |           | Historic Scotland           |              |                                                                                    | Dundonald                                |
| Château de Dunduff    | L-shaped Tower | Circa 1696   | Restauré  | Privé                       | Dunure       | Held by the Stewarts and then the Whitefords                                       | Dunduff Castle from the South, June 2007 |
| Château de Dunure     | Donjon         | XVe siècle   | En ruines | Marquis of Ailsa            | Dunure       |                                                                                    | Dunure · Dunure and the castle in 1840.  |
| Château de Glenapp    |                |              |           |                             |              |                                                                                    |                                          |
| Château de Greenan    |                |              |           |                             |              |                                                                                    |                                          |
| Château de Maybole    |                | 1560         |           |                             | Maybole      |                                                                                    |                                          |
| Château de Penkill    |                |              |           |                             |              |                                                                                    |                                          |
| Château de Sundrum    |                |              |           |                             |              |                                                                                    |                                          |
| Château de Thomaston  |                |              |           |                             |              |                                                                                    |                                          |
| Château de Turnberry  |                |              |           |                             |              |                                                                                    |                                          |